# Beeld van Vincent en Theo van Gogh

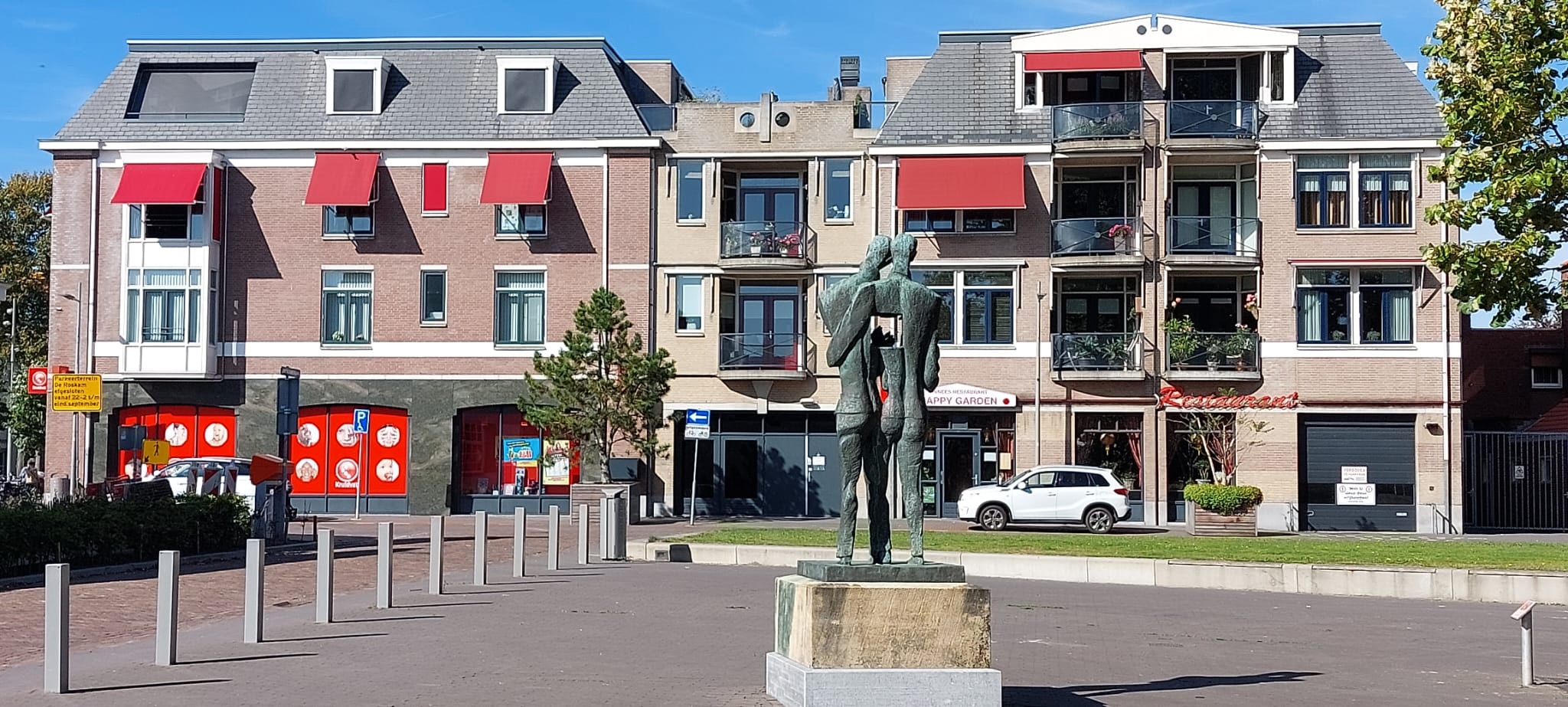
Zicht op de Bredaseweg

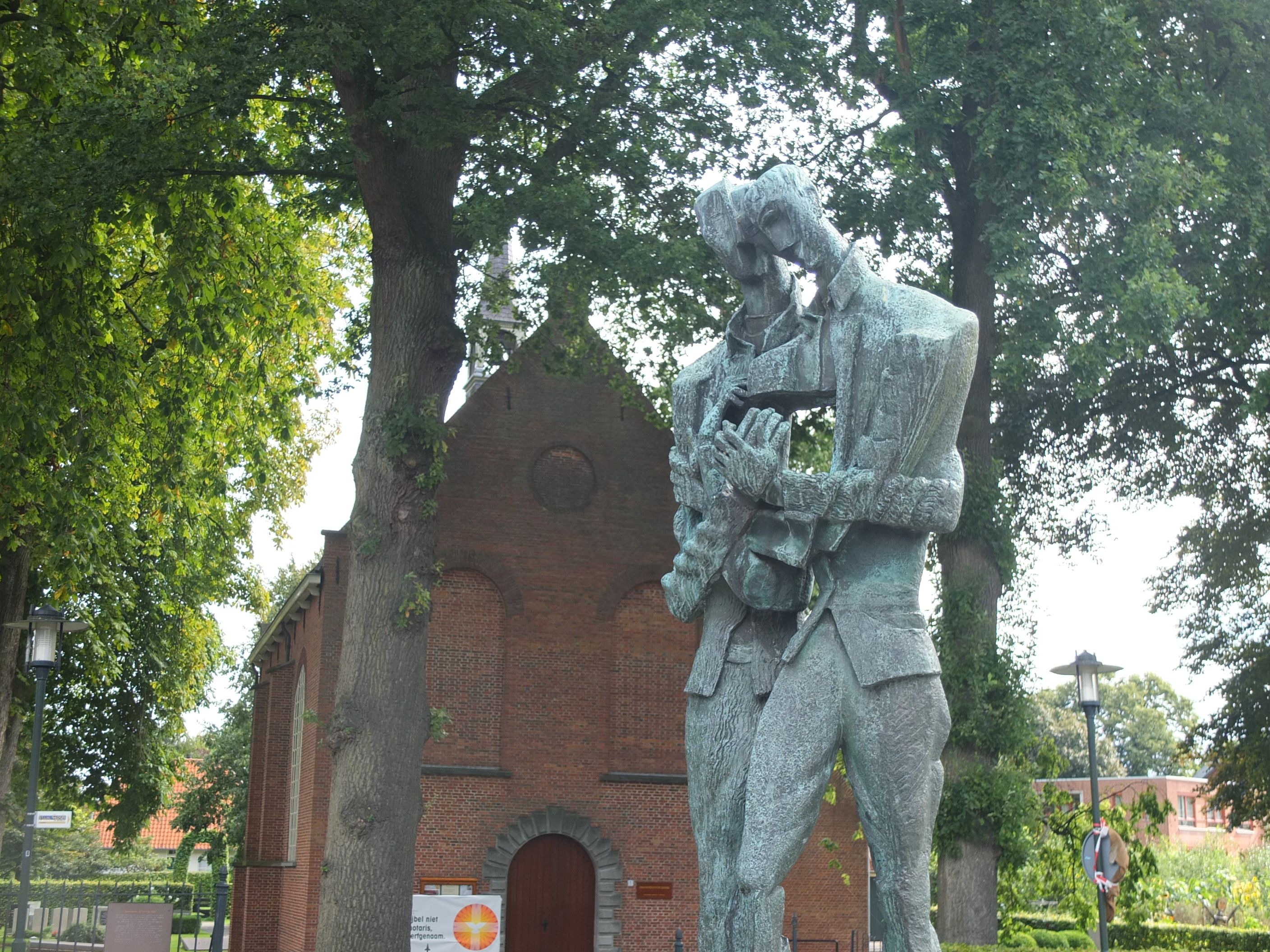
Het beeld in 2015

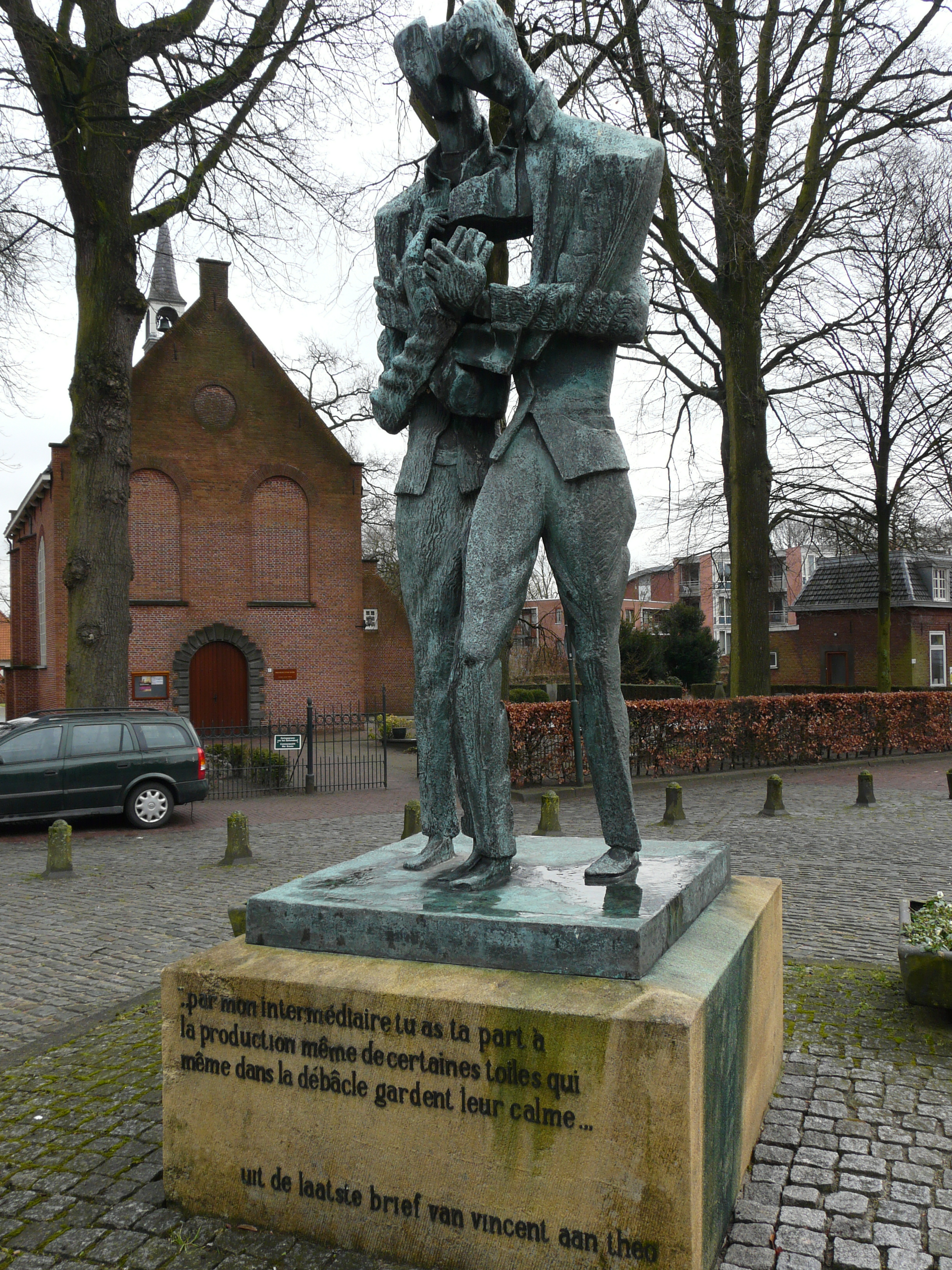
Het beeld in 2010

Beeld van Vincent en Theo van Gogh is een standbeeld dat Vincent van Gogh en zijn broer Theo toont, innig verstrengeld, maar geabstraheerd. Het beeld van Ossip Zadkine staat op het Van Goghplein in Zundert, voor het Van Goghkerkje en niet ver van beider geboortehuis. Het werd op 28 mei 1964 onthuld door koningin Juliana en de Zundertse burgemeester G.J.A. Manders, in aanwezigheid van Zadkine. Het toont verwantschap met diens beroemde beeld De verwoeste stad.

## Uitvoering en plaats

### Beeld
Het kunstwerk en de dikke grondplaat zijn uitgevoerd in brons. De hoogte is circa tweeënhalve meter, zonder de sokkel. Het geheel is bronsgroen verweerd, een kleur die in de loop van de jaren uitspoelde op de lichtgekleurde sokkel. Door de lijnvoering, de expressieve handen en de uitsparing tussen de lichamen, herinnert het geheel aan het Rotterdamse beeld De verwoeste stad. In het Zundertse beeld zijn de handen verstrengeld en rusten de hoofden tegen elkaar. De man die van voren gezien aan de rechterkant staat, draagt als 'burgerattribuut' een halsboord. Dit is Theo. Zadkine heeft in zijn beeld niet gestreefd naar gelijkenis met de gezichten van de Van Goghs.

### Plaats
In het geheel van het pleintje lopen de mannen voor het kerkje langs, enigszins ervandaan, in de richting van de Bredaseweg en de Markt. In de omgeving is veel te vinden dat naar de familie Van Gogh verwijst. Zowel de kerk als het plein dragen die naam en de vader van de broers preekte in die kerk. Qua looprichting zouden ze op weg kunnen zijn naar hun ouderlijk huis, de pastorie. Die stond amper honderd meter verderop en is afgebroken, maar daar staat nu het Vincent van GoghHuis, een museum, bezoekerscentrum en documentatiecentrum. Achter hen ligt het graf van hun doodgeboren broertje, dat ook Vincent heette, op het kerkhof waar de latere schilder als kind een rustige speelplaats vond.

### Sokkel
De hardstenen sokkel is op een foto uit 2010 geel, maar was oorspronkelijk wit. Hij is ruim een halve meter hoog en draagt een Franse inscriptie in onderkast, uit de nooit verzonden laatste brief van Vincent aan Theo:
par mon intermédiaire tu as ta part à
la production même de certaines toiles qui
même dans la debâcle gardent leur calme …
uit de laatste brief van vincent aan theo
Op een informatiebord werd de tekst in vier talen vrij en soms foutief weergegeven. In het Nederlands was de vertaling:
'door mijn tussenkomst zijt gij deelachtig geworden aan de schepping van zekere doeken die zelfs bij een ineenstorting hun rust blijven behouden'
De sokkel is van hardsteen uit Saint-Rémy-de-Provence, waar Vincent van Gogh een jaar verpleegd is en veel schilderijen gemaakt heeft. Hij bevat een koker met aarde uit de ziekenhuistuin van het klooster Saint-Paul-de-Mausole.

### Markeringen
Op het kunstwerk staan markeringen van de kunstenaar en de gieterij:
- Signatuur van de maker met datering: O Zadkine 1963
- Merkteken van de gieterij: Susse Fondeur Paris

## Van financiering tot onthulling

### Begunstigers
Het beeld is een geschenk van Van Lanschot Bankiers ter gelegenheid van het 225-jarig bestaan van de firma. Het geslacht Van Lanschot, afkomstig uit Zundert, benadrukte zo zijn verbondenheid met de plaats. De sokkel is geschonken door het gemeentebestuur van Saint-Rémy-de-Provence, waar Vincent van Gogh gewerkt heeft en in het kloosterziekenhuis verpleegd is.

### Ontwerper
Ossip Zadkine voelde al lang een band met van Vincent van Gogh. Zijn dagboek meldt in 1929 dat Hendrik Wiegersma de enige echt levende Nederlandse schilder was sinds de dood van Van Gogh. De inspiratie voor De verwoeste stad deed Zadkine op tijdens een treinreis naar de schilder, verzamelaar en mecenas Wiegersma in Deurne. De beeldhouwer werd sterk aangetrokken door Van Goghs bijzondere persoonlijkheid en ook Wiegersma was een bewonderaar.

### Ontwerp en presentatie
Zadkine kreeg de opdracht in 1963 en had zijn ontwerp al snel klaar. Op 14 mei, ruim een jaar voor de geplande onthulling, bracht hij een gipsmodel van Parijs naar Zundert, dat hij samen met de Van Gogh-kenner Mark Tralbaut presenteerde aan journalisten uit Nederland, België en Frankrijk. Ook Vincent Willem van Gogh, de zoon van Theo en de beheerder van Vincents erfgoed, was aanwezig; de Zundertse burgemeester G.J.A. Manders trad op als gastheer.
Van 1955 tot 1964 heeft Zadkine minstens vier beelden en een buste van Van Gogh gemaakt en in zijn presentatie refereerde hij aan het eerste, dat in opdracht van de gemeente ontworpen en geplaatst was in Auvers-sur-Oise. Zadkine had zich al jaren tevoren bezonnen op de nauwe band tussen de broers, en na samenspraak met Dr. Tralbaut toonde hij hen als een zittende twee-eenheid, met onontwarbare lichamen. Dat beviel Zadkine uiteindelijk niet en deze proef werd vernietigd. Toen Tralbaut jaren later terugkwam op de verbondenheid, maakte Zadkine in drie dagen het ontwerp voor Zundert. Het belangrijkste daarvan waren voor Zadkine de ineengestrengelde handen.
Bij de presentatie sprak Zadkine over plannen om een gedenkmunt en een boek met lezingen over Van Gogh uit te geven. Beide zijn gerealiseerd.

### Onthulling[6]
De aanjagers van de feestelijkheden in 1964 waren Van Gogh-kenner Mark Tralbaut en de Zundertse burgemeester G.J.A. Manders. Het verloop was volgens het stramien van die tijd: de burgemeester ontvangt in vol ornaat de koningin, zij wordt voorgesteld aan leden van het gemeentebestuur, een meisje biedt de majesteit schuchter een bosje bloemen aan, de kunstenaar schenkt haar het boek met lezingen over Van Gogh dat door hem voor de gelegenheid samengesteld is, zij onthult samen met de burgemeester het beeld en het publiek kijkt op ruime afstand toe, inclusief het majorettekorps.

## Penning
Voor de onthulling van het beeld is een herdenkingspenning geslagen door Begeer.
De voorzijde is door Zadkine ontworpen en toont de mannen zoals op het standbeeld. In frontale weergave worden zij getoond van knieën tot hoofd, waarbij nagenoeg de volle hoogte van de beeldenaar gebruikt wordt. Naast hen zijn kloksgewijs hun namen in de munt gegraveerd in een handschriftletter, links Théo (met accent aigu), rechts Vincent.
De keerzijde is door Willem Vis ontworpen en toont de tekst op de sokkel van het beeld, maar met enkele verschillen:
- Terwijl de letters op de sokkel in onderkast zijn, is bij de munt gekozen voor kapitalen, zodat de accenttekens wegvallen. Het citaat van Van Gogh is verdeeld over vijf regels en is in hoge, gekrulde aanhalingstekens gevat. Daarbinnen begint de tekst met een beletselteken, dat uit vier puntjes bestaat, en eindigt hij met een forsere punt.
- De laatste regel luidt niet „uit de laatste brief van vincent aan theo”, maar toont dezelfde zin in het Frans: „VINCENT A THEO DANS SA DERNIERE LETTRE”
- De genoemde teksten nemen op de keerzijde vrijwel de volle breedte en ruim de helft van de hoogte in beslag. Daaronder is een blanco ruimte. In het onderste deel staat het gemeentewapen van Zundert, te midden van de tekst ZUNDERT 1964

Het resultaat:
”....PAR MON INTER-
MEDIAIRE TU AS TA
PART A LA PRODUCTION
MEME DE CERTAINES TOILES
QUI MEME DANS LA DEBACLE
GARDENT LEUR CALME.”
vincent a theo dans sa derniere lettre
De munten hebben een doorsnede van 70 mm en zijn genummerd in de rand. De namen op de voorzijde zijn gegraveerd, voor het overige zijn beide zijden uitgevoerd in bronzen hoogreliëf.